# ناگویا ۵۹۰۹
سیارک ۵۹۰۹ (به انگلیسی: 5909 Nagoya، نامگذاری:1989UT) پنج هزار و نهصد و نهمین سیارک کشف شده‌است که در ۲۳ اکتبر ۱۹۸۹ کشف شد.
قدر مطلق سیارک برابر ۱۳٫۸۰ است.